# Ganargua Creek
Ganargua Creek, znana również jako Mud Creek – rzeka w Stanach Zjednoczonych, w stanie Nowy Jork, w regionie Finger Lakes. Ganargua Creek jest głównym dopływem zasilającym Kanał Erie (rzekę Clyde) w hrabstwie Wayne. 
Nazwa rzeki została nadana przez miejscowe plemię Irokezów.

## Geografia

### Przebieg części południowej
21-kilometrowa, południowa część Ganargua Creek, znana również jako Upper, zaczyna się w hrabstwie Ontario, w miasteczku Victor, w miejscu połączenia się strumieni Mud Creek, Fish Creek i Great Brook. Od tego miejsca rzeka płynie na północ, a później na wschód, przepływając przez zachodni kraniec miasta Farmington, mijając m.in. New York State Thruway. Kontynuuje swoją trasę płynąc przez Macedon. Później Garangua Creek płynie do Palmyry, gdzie łączy się z kanałem Erie przy śluzie #29. 
Potok przez ok. 5 km płynie jako część kanału Erie, następnie kontynuuje swój bieg na północny wschód.

### Przebieg części północnej
29-kilometrowa, północna część Ganargua Creek, znana również jako Lower, zaczyna się w Palmyrze, 5 km od połączenia się z kanałem Erie. Rzeka płynie na północny wschód, przez wschodnią część Palmyry, do miasta Arcadia, podążając wzdłuż   linii kolejowej CTX Trasportation. Następnie Ganargua Creek przepływa przez północną część wioski Newark. Po przepłynięciu przez wioskę potok płynie na północny wschód wzdłuż Ontario Midland Railroad. Rzeka skręca potem na południowy wschód i dopływając do wsi Lyons wpada do kanału Erie, kończąc tym samym swój bieg.

## Historia
Rzeka była wykorzystywany już w czasach przedkolonialnych. Był jednym z najważniejszych miejsc postoju dla miejscowego plemienia Irokezów na ich szlakach handlowych. Przed zbudowaniem Kanału Erie rzeka łączyła się z Canandaigua Outlet, tworząc rzekę Clyde.